# Sportgemeinde Eintracht e.V. 1902 Bad Kreuznach
Sportgemeinde Eintracht e.V. 1902 Bad Kreuznach é uma agremiação esportiva alemã, fundada em 1902, sediada em Bad Kreuznach, na Renânia-Palatinado.
É um dos mais bem sucedidos times de futebol do sudoeste da Alemanha. Após sofrer dois descensos consecutivos, chegou a disputar a camada oito, a Bezirksliga Nahe, à qual venceu na temporada 2011-2012.

## História
Foi estabelecido como Fußball Club Kreuznach a 18 de junho de 1902. Em 1907, se fundiu com o Sport Club 1906 Kreuznach para se tornar 1. FC Kreuznach. Finalmente a 19 de agosto de 1932 houve a união com o Fußballsportverein 07 Kreuznach.
Durante a Segunda Guerra Mundial tomou parte da primeira divisão, a Gauliga Mittelrhein quando o circuito foi ampliado de 10 para 21 equipes e se dividiu em Gauliga Köln-Aachen e Gauliga Moselland. A equipe ficou no topo do Grupo Moselland Ost, mas depois perdeu o play-off para o FV Stadt Düdelingen, um clube de Luxemburgo, na época ocupada pelos alemães. O Kreuznach permaneceu como parte da Gauliga até o final da temporada 1943-1944, quando a guerra tomou conta da região e o campeonato foi suspenso.
O Eintracht Bad Kreuznach jogou um ano na 2. Bundesliga, na temporada 1975-1976.
Em 2000, o clube avançou à Oberliga Südwest (IV), na qual atuou até ser rebaixado para a Verbandsliga Südwest (V), após um 17° em 2008. Houve posteriormente mais rebaixamentos e uma insolvência, em 2011, causada por uma dívida de 110.000 euros, o que levou à camada oito, a Bezirksliga Nahe, onde se estabilizou novamente.

## Títulos
- 2. Oberliga Südwest (II)
  - Vice-campeão: 1954;
- Amateurliga Südwest (III)
  - Campeão: 1964, 1972, 1973, 1975;
- Verbandsliga Südwest (V)
  - Campeão: 2000
- South West Cup
  - Campeão: 1977, 1978;

## Cronologia recente
A recente performance do clube:
| Temporada | Divisão                | Módulo | Posição |
| 1999–2000 | Verbandsliga Südwest   | V      | 1° ↑    |
| 2000–01   | Oberliga Südwest       | IV     | 11°     |
| 2001–02   | Oberliga Südwest       | IV     | 16°     |
| 2002–03   | Oberliga Südwest       | IV     | 10°     |
| 2003–04   | Oberliga Südwest       | IV     | 6°      |
| 2004–05   | Oberliga Südwest       | IV     | 7°      |
| 2005–06   | Oberliga Südwest       | IV     | 7°      |
| 2006–07   | Oberliga Südwest       | IV     | 13°     |
| 2007–08   | Oberliga Südwest       | IV     | 17° ↓   |
| 2008–09   | Verbandsliga Südwest   | VI     | 16°     |
| 2009–10   | Verbandsliga Südwest   | VI     | 16° ↓   |
| 2010–11   | Landesliga Südwest-Ost | VII    | 16° ↓   |
| 2011–12   | Bezirksliga Nahe       | VIII   | 1° ↑    |